# Sarasvati (Fluss)

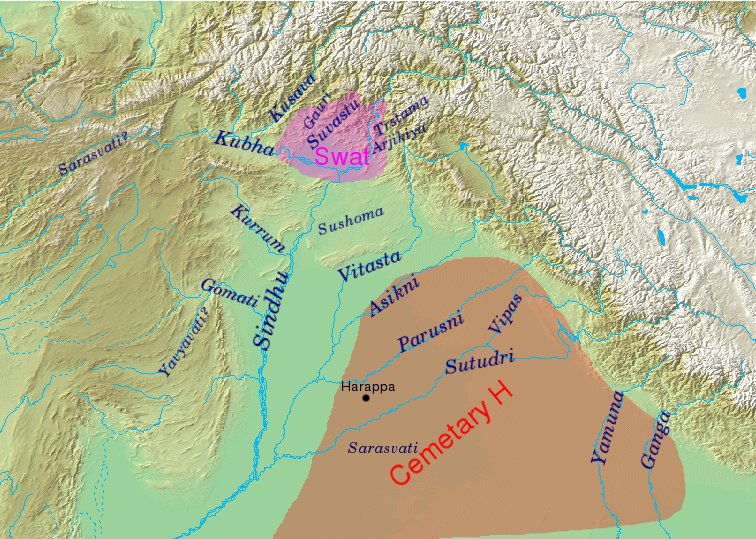
Geographie des Gebietes, in dem der Rigveda entstanden ist; der rigvedische Name Sindhu entspricht dem heutigen Indus

Sarasvati (Sanskrit सरस्वती Sarasvatī, f.) ist in der vedischen Religion und im Hinduismus der von der Göttin Sarasvati abgeleitete Name eines mythologischen Flusses, dessen Lokalisation umstritten ist.

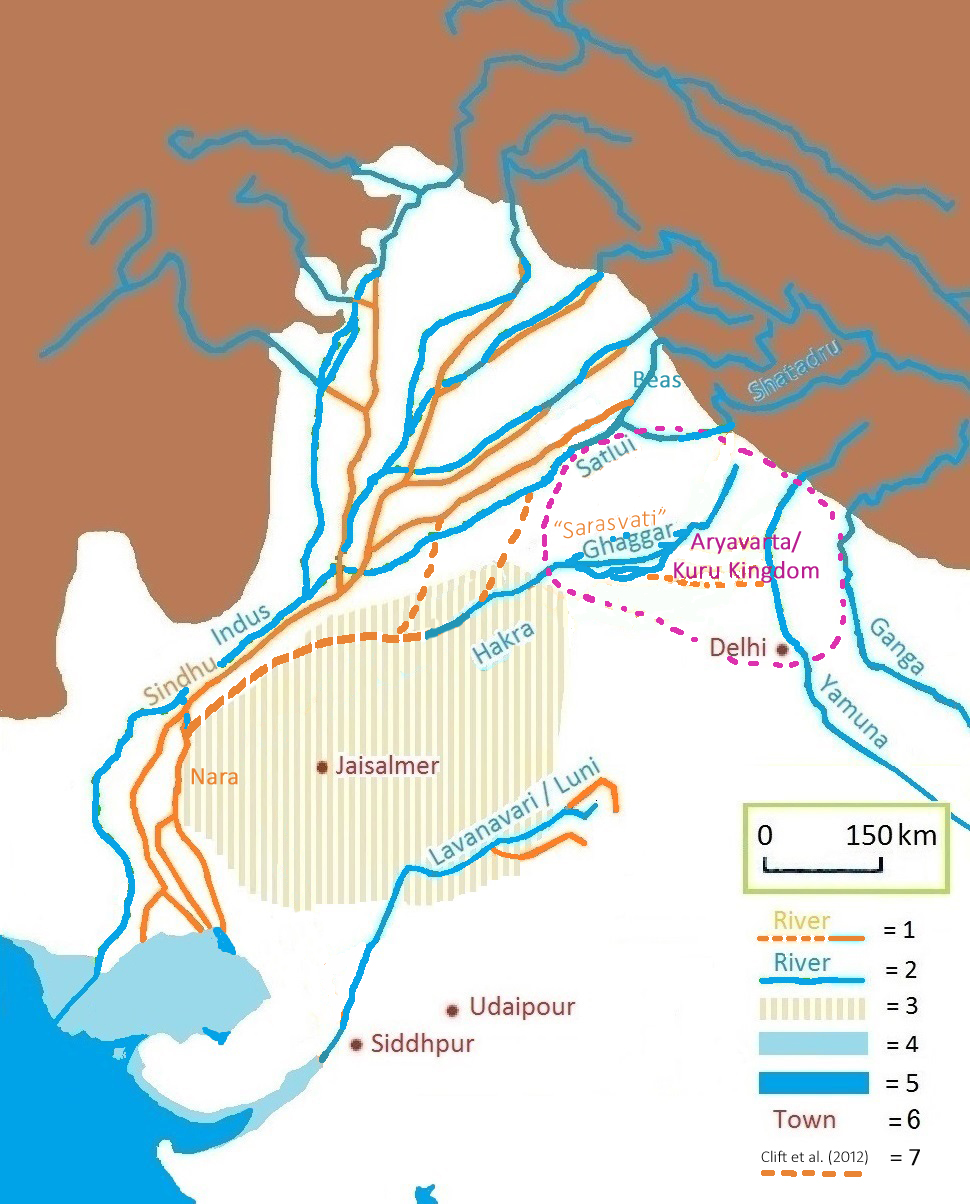
Rekonstruktion des Flussverlaufs: 1 = früherer Verlauf, 2 = heutiges Flussbett, 3 = heutige Wüste Thar, 4 = früherer Küstenverlauf, 5 = heutiger Küstenverlauf, 6 = heutige Städte, 7 = trockengefallene Ghaggar/Satluj-Yamuna-Kanäle der (prä-)Indus-Kultur

## Mythos
Im Rigveda wird der Fluss Sarasvati ebenso besungen wie die gleichnamige Göttin. So heißt es:
- Sie brach mit Ungestüm gleich einem Wurzelgräber den Rücken der Berge mit den gewaltigen Wogen auf. Sarasvati, die die Fremden abwehrt, möchten wir mit Lobliedern, mit Gebeten zur Gnade erbitten.[1]

In Vers 14 des gleichen Abschnitts heißt es:
- Sarasvati! Geleite uns zu Glück; entziehe dich nicht! Lass uns mit deiner Milch (Wasser) nicht zu kurz kommen! Freu dich unserer Freundschaft und unserer Clangenossenschaft. Nicht möchten wir von dir fort in fremde Länder gehen![2]

In der Hymne An die Flüsse werden 18 Flussläufe, interessanterweise in der Reihenfolge von Osten nach Westen, dann von Norden nach Süden, mit ihren rigvedischen Namen aufgelistet.  Unter ihnen sind es vor allem der Sindu (Indus) und seine Nebenflüsse (auch der Sarasvati), die von den Sängern wegen ihrer Wassermenge gepriesen werden.

## Sonstiges
Durch tektonische Verschiebungen soll der Flusslauf allmählich versandet sein. Es wird vermutet, dass der Beas oder der  Ghaggar-Hakra mit den meisten Erwähnungen gemeint ist.
Der im Fort von Allahabad befindliche Saraswati Koop wird von gläubigen Hindus als Quelle des Flusses angesehen und entsprechend verehrt.